# 제32회 서울독립영화제
제32회 서울독립영화제는 2006년 12월 7일에 열린 시상식이다.

## 수상 및 후보

### 대상
- 192-399 - 더불어사는 집 이야기 - 이현정 수상

### 우수작품상
- 우연한 열정으로 노래 부르다 보면 - 권지영 수상
- 우리들은 정의파다 - 이혜란 수상

### 네이버상
- 마지막 밥상 - 노경태 수상

### 코닥상
- 유년기의 끝 - 김재원 수상

### 집행위원회특별상
- Cracked Share part 2.3.4 - 이행준 수상
- 나비두더지 - 서명수 수상

### 독불장군상
- 192-399 - 더불어사는 집 이야기 - 이현정 수상

### 관객상
- 락큰롤에 있어 중요한 것 세가지 - 정병길 수상

### 심사위원특별언급
- Cracked Share part 2.3.4 - 이행준 수상

### 영진위 영문자막 프린트지원
- 진영이 - 이성은 수상
- 유년기의 끝 - 김재원 수상

### 경쟁부문 - 단편
- 우리 그만 헤어져 - 이정아
- 난년이 - 전선영
- 어려운 부탁 - 김기현
- 바람이 분다 - 이진우
- 착한 아이 - 강혜연
- 도둑소년 - 민용근
- 메리 크리스마스 - 최영준
- 레이디 퍼스트 - 이진우
- 스토리텔러 - 이소현
- 부산광역시 수영구 광안3동 - 김숙현
- 얼음무지개 - 정재웅
- 나 그런 사람 아니에요 - 이승영
- 이만원 - 최창환
- 나의 작은 인형 상자 - 정유미
- 졸업 영화 - 윤성호
- 대화 - 김지현 외 2명
- 서울 스테이션 - 서원태
- 이곳에는 쥐가 있습니다 - 권혜민
- 낫시리아 - 이유림
- 우리가 대추리로 가는 이유 - 김지혜
- 무빙 파노라마 - 변재규
- 성장통 - 반주영
- 소행성 325호 - 남규비
- 통조림 - 정지환
- 벼룩아 울지마 - 이기욱
- 클라우디 레이니 - 권아름
- 봄바람 - 백윤석
- 내가 점 본 얘기 해 줄까? - 김태봉
- 리틀 보이 - 김경수
- 살색미래 - 주명훈
- 지옥 - 2개의 삶 - 연상호
- 추위에 날무대가리가 터진게지 - 오창민
- 파산의 기술 - 이강현
- 떨 - 양경모
- 도시락 - 여명준
- 저수지에서 건진 치타 - 양해훈
- 백두산 호랑이를 찾아서 - 구본환
- 어느날 그 길에서 - 황윤